# 35
| 35                 |
| ------------------ |
| Dødsfald - Fødsler |
|                    |

| Gregoriansk kalender | 35 XXXV                 |
| Ab urbe condita      | 788                     |
| Armensk kalender     | I/T                     |
| Kinesiske kalender   | 2731 – 2732 甲午 – 乙未 |
| Etiopisk kalender    | 27 – 28                 |
| Jødisk kalender      | 3795 – 3796             |
| Hindukalendere       |                         |
| - Vikram Samvat      | 90 – 91                 |
| - Shaka Samvat       | N/A                     |
| - Kali Yuga          | 3136 – 3137             |
| Iransk kalender      | 587 BP – 586 BP         |
| Islamisk kalender    | 605 BH – 604 BH         |

Se også 35 (tal)